# Prague (Nebraska)
 For alternative betydninger, se Prague. (Se også artikler, som begynder med Prague)
Prague er en landsby i Saunders County i delstaten Nebraska i USA. Der var 303 indbyggere ved folketællingen i 2010. Landsbyen er opkaldt efter Tjekkiets hovedstad, Prag.